# Parachaenichthys georgianus
Parachaenichthys georgianus är en fiskart som först beskrevs av Fischer, 1885.  Parachaenichthys georgianus ingår i släktet Parachaenichthys och familjen Bathydraconidae. Inga underarter finns listade i Catalogue of Life.